# جمعية مرشدات فنزويلا
جمعية مرشدات فنزويلا هي المنظمة الإرشادية الوطنية في فنزويلا. تأسست الجمعية في عام 1958، وأصبحت عضوا كامل العضوية في الرابطة العالمية للمرشدات وفتيات الكشافة في عام 1966. المنظمة للفتيات فقط وتضم 187 عضوة (اعتبارا من عام 2015).